# Cyclocephala hirsuta
Cyclocephala hirsuta är en skalbaggsart som beskrevs av Höhne 1923. Cyclocephala hirsuta ingår i släktet Cyclocephala och familjen Dynastidae. Inga underarter finns listade i Catalogue of Life.